# 米洛舍維奇 (烏克蘭)
49°40′50″N 23°56′4″E / 49.68056°N 23.93444°E
米洛舍維奇（羅馬化：Myloshevychi）是烏克蘭西部的村莊，隸屬利維夫州的利維夫區。該村始建於1451年，面積1.23平方公里，海拔高度266米，2001年人口262，人口密度每平方公里213.01人。